# Martín Landa
Martín Landa Marco (Tudela, 1948) es un político retirado de Navarra (España).
Martín Landa comenzó su trayectoria política como trabajador de SKF en Tudela y sindicalista. Militante del Movimiento Comunista, participó en la oposición obrera al franquismo durante los últimos años de la dictadura, siendo detenido en 1976.
Participó en la campaña en contra de la permanencia de España en la OTAN, siendo miembro fundador de Izquierda Unida en Navarra en 1986 a través de la agrupación de Tudela, como independiente.
Fue miembro del Consejo Político de la formación desde su fundación en 1986. En 1989 (I Asamblea General de Izquierda Unida-Ezker Batua de Navarra) fue elegido miembro de la Comisión Ejecutiva (entonces llamada Política), en la que permanecería hasta 1997, siembre en la candidatura mayoritaria. En 1990, tras la constitución de la Coordinadora Federal de Independientes, que pretendía agrupar a los independientes de Izquierda Unida, Landa se convierte en uno de sus miembros en Navarra. Ese mismo año, en octubre, fue elegido coordinador general de IUN-NEB por el Consejo Político emanado de la II Asamblea de la formación.
En 1991, integra la candidatura por Tudela de IUN-NEB en las elecciones municipales, obteniendo un puesto de concejal, que ocupó hasta 1992, fecha en la que lo abandonó para concentrarse en sus labores como parlamentario foral, puesto para el que había sido elegido también en las elecciones de 1991, como número dos de la candidatura. En la III Asamblea General (diciembre de 1992), Félix Taberna fue elegido coordinador general, sucediendo a Martín Landa. Landa fue el representante de IUN-NEB en la comisión de investigación del Parlamento de Navarra sobre las adjudicaciones de obras públicas por el gobierno de Gabriel Urralburu (abril de 1994). En las elecciones forales de 1995, Landa repitió como parlamentario de IUN-NEB.
Miembro de la corriente Nueva Izquierda, en 1996, cuando esta se transforma en un partido político integrado en Izquierda Unida, el Partido Democrático de la Nueva Izquierda, Landa se convierte en uno de sus militantes y, en junio de 1997, al celebrarse el congreso constituyente del partido en Navarra, Landa es elegido secretario general. La crisis de Izquierda Unida de dicho año que culminó en la expulsión del PDNI de la coalición hizo que Landa causara baja en IUN-NEB en octubre de 1997, pero sin abandonar su escaño. Landa dejó el grupo parlamentario de IUN-NEB y se integró en el mixto, permaneciendo en el Parlamento hasta su disolución en 1999. Tras su baja como parlamentario abandonó la política activa.